# Urządzenie mobilne
Urządzenie mobilne – przenośne urządzenie elektroniczne pozwalające na przetwarzanie, odbieranie oraz wysyłanie danych bez konieczności utrzymywania przewodowego połączenia z siecią. Urządzenie mobilne może być przenoszone przez użytkownika bez konieczności angażowania dodatkowych środków (definicja zaproponowana przez M. Macutkiewicza w pracy Wykorzystanie rozwiązań mobilnych w systemach klasy e-commerce).
Typowym zastosowaniem może być odbieranie i wysyłanie poczty elektronicznej oraz przeglądanie stron sieci WWW za pomocą aplikacji mobilnych.
Urządzenia mobilne są równoprawnym kanałem dostępu do bankowości.

## Przykłady urządzeń mobilnych
- telefon komórkowy, smartfon
- palmtop, pocket PC – komputer kieszonkowy
- tablet (komputer), notebook – osobisty komputer przenośny
- odtwarzacz MP3
- odtwarzacz MP4/MTV, PMP
- cyfrowy aparat fotograficzny
- przenośne urządzenia do nawigacji satelitarnej GPS
- PlayStation Portable, Nintendo DS – przenośna konsola do gier.

## Ewolucja urządzeń mobilnych

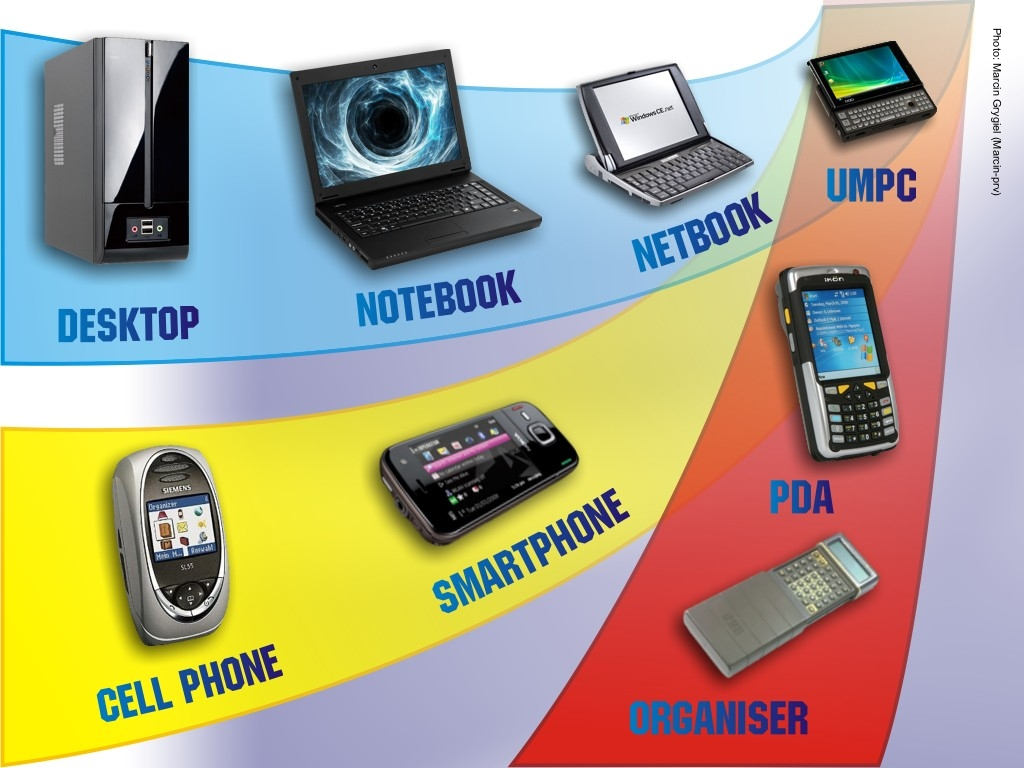
Ewolucja urządzeń mobilnych

Podczas pokazów Consumer Electronics mających miejsce w Las Vegas w 1992 roku po raz pierwszy została użyta nazwa PDA (Personal Digital Assistant) odnosząc się do urządzenia Apple Newton Message Pad. Używana jest także nazwa palmtop (ang. palm – dłoń, top – na wierzchu), czyli komputer, który mieści się na dłoni. Podstawową funkcją tych urządzeń było posiadanie kalendarza, terminarza, kalkulatora, notatnika oraz książki adresowej. Z czasem urządzenia wzbogacono o odtwarzacz plików MP3, aparat cyfrowy z możliwością nagrywania filmów, moduł GPS oraz różnego rodzaju moduły odpowiedzialne za łączność, począwszy od IrDA, GPRS, EDGE, Bluetooth, a kończąc na WLAN i HSDPA lub EV-DO/WCDMA w zależności od potrzeb rynku. Przełomem było zastosowanie modułu GSM umożliwiającego przeprowadzanie rozmów telefonicznych.
W 1993 roku na targach COMDEX firma IBM przedstawiła pierwsze prototypowe urządzenie, które dzisiaj określamy mianem smartphone, nazwa ta do dzisiaj nie została jednak zdefiniowana. Można powiedzieć, że jest to urządzenie telefoniczne oferujące oprócz funkcji telefonu komórkowego także dodatkowe funkcje analogiczne dla palmtopów.
Obecnie większość producentów ma problemy z kwalifikacją urządzeń mobilnych, a smartfony mimowolnie stały się podgrupą urządzeń PDA.
Targi CeBIT w 2006 roku były miejscem pierwszej prezentacji urządzeń Ultra-Mobile PC (UMPC). Jest to połączenie standardowego komputera PC, palmtopa oraz telefonu komórkowego. Doskonałym przykładem jest HTC Shift, który umożliwia komfortową pracę z wersją systemu operacyjnego Windows 7.
Wraz z rozwojem urządzeń mobilnych pojawiało się do nich dodatkowe oprogramowanie, czyli aplikacje mobilne.